# Amsterdam
För andra betydelser, se Amsterdam (olika betydelser).
Amsterdam (nederländska: [ˌɑmstərˈdɑm] ( lyssna)) är Nederländernas största stad, den officiella huvudstaden (den nederländska regeringen, parlamentet och statsöverhuvudet samt alla ambassader har dock säte i Haag som därför är Nederländernas faktiska huvudstad), och ligger i provinsen Noord-Holland. Staden hade 921 402 invånare år 2022 med 1 459 402 i tätorten. Enligt 2008 års Cost of Living Survey ligger Amsterdam på 25:e plats när det gäller dyraste städer att bo i.
Staden har över 50 museer och de mest kända är Rijksmuseum, van Gogh-museet, Rembrandthuset och Anne Frank-huset. Vidare är staden känd för alla sina kanaler, broar och de många cyklar som nederländarna använder för att transportera sig med. Amsterdam har den största gamla stan av alla Europas huvudstäder, där det finns många kanaler och små gator. 
Amsterdam räknas som världens mest liberala stad. Ingen annan stad har samma öppenhet när det gäller lättare droger och prostitution. I Amsterdam finns det ungefär 165 stycken coffee shops, en typ av café där det bland annat serveras cannabis, vilket är lagligt i Nederländerna under vissa omständigheter. Amsterdam har en utpräglad gaykultur, med många klubbar och barer. Staden är också känd för sin rika cykelkultur; det finns fler än 700 000 cyklar i staden. 
Strax utanför Amsterdam ligger en av Europas mest trafikerade flygplatser, Amsterdam-Schiphols flygplats, vars IATA-flygplatskod är "AMS".

## Historia

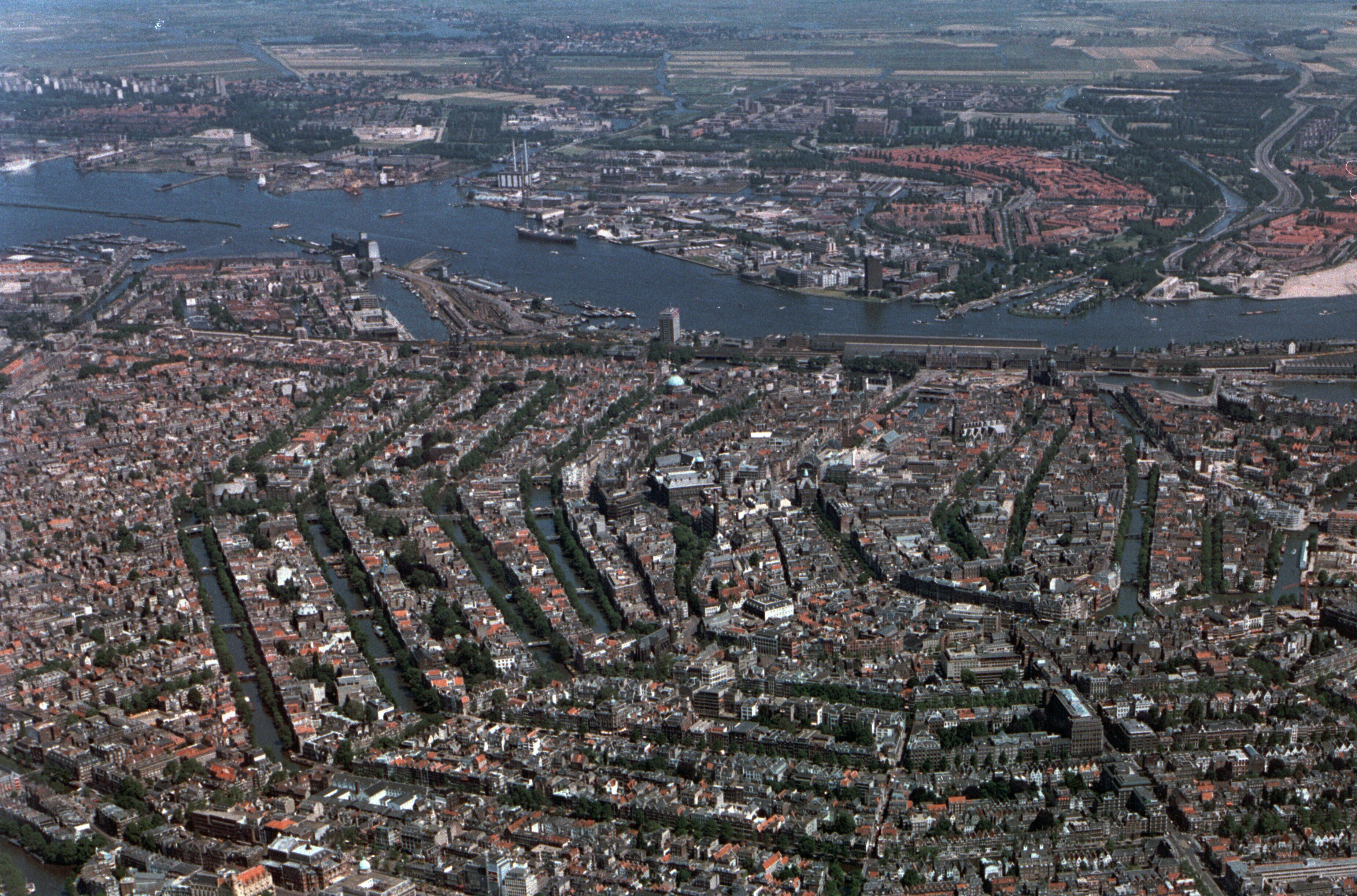
Stadens historiska centrum från luften.

Amsterdam grundades på 1200-talet som en fiskarby där floden Amstel, som gett staden dess namn, flyter ut i den långräckta sjön IJ, som tidigare var en havsarm. Namnet Amsterdam nämns första gången 1275 i ett dokument av greve Floris V, då han ger staden tullfrihet. Staden fick sina stadsrättigheter 1300 eller 1301. Efter det blomstrade Amsterdam, mycket tack vare handel med Hansan. Eftersom staden låg i ett ganska kärrigt och blött område grävdes flera kanaler för att leda bort vattnet, och husen byggdes på träpålar.
När Spanien intog Antwerpen 1585 flyttade många köpmän till Amsterdam, och tog då med sig sina handelskontakter. Den stora grupp portugisiska judar som kom med spelade en stor roll i utvecklingen av stadens ekonomi på 1600-talet. 
Under 1600-talet var Amsterdam den rikaste staden i Europa och handelsmän från Amsterdam seglade till Nordamerika, Afrika och det som idag är Brasilien och Indonesien. Detta skapade ett världsomspännande handelsnätverk. Amsterdams handelsmän ägde största delarna av Holländska Västindiska Kompaniet och Holländska Ostindiska Kompaniet. Amsterdam blev ett av världens viktigaste finansiella centra. Redan tidigt fanns ett typiskt borgerligt styre av staden, som ofta gick sin egen väg och sällan lät sig styras av regenter. Vid slutet av 1600-talet stod staden med hela 200.000 invånare på fjärde plats i världen när det gäller antal invånare, efter London, Paris och Neapel. Detta gjorde det nödvändigt att utvidga staden på ett planmässigt sätt, vilket resulterade i ett antal "ringkanaler" (nederländska: "grachtengordel") runt den gamla staden, längs vilka många praktfulla köpmannahus står.
Under 1700-talet och början av 1800-talet gick det sämre för staden. Krigen mot England och Frankrike tärde på staden och under Napoleonkrigen nådde Amsterdams tillgångar sin lägsta nivå men då det Nederländska kungadömet bildades 1815 började det åter bli bättre. 
I slutet av 1800-talet nådde den industriella revolutionen staden och Amsterdam-Rhenkanalen och Nordsjökanalen grävdes för att ge Amsterdams hamn en direkt väg till Rhen och Nordsjön. Detta förbättrade kommunikationerna med resten av Europa och världen dramatiskt och ledde till en ekonomisk uppgång. År 1839 öppnades den första järnvägen mellan Amsterdam och Haarlem.
Stadens befolkning växte från cirka 10 000 runt år 1500 till cirka 200 000 runt år 1700, en tjugodubbling på 200 år. Efter det var befolkningen i stort sett oförändrad i 150 år innan den fyrdubblades under de hundra åren närmast före andra världskriget. Sedan dess har folkmängden hållit sig på ungefär samma nivå. 
Under andra världskriget ockuperades staden av Tyskland och 100 000 judar deporterades, en av dessa var den unga flickan Anne Frank vars dagbok senare publicerades och blev en internationell storsäljare.
Många av de nya förorterna, däribland Osdorp, Slotervaart, Slotermeer och Geuzenveld, byggdes åren efter andra världskriget. Centrum hade vid denna tid förfallit och man lade därför fram planer på omfattande ombyggnationer, främst för att skapa mer kontorslokaler och bättre vägar. Storskaliga rivningar ägde rum och i samband med dessa protester som Nieuwmarktupploppen. Det nya rådhuset byggdes på det helt förstörda Waterlooplein. Många gamla byggnader finns dock bevarade och Grachtengordel (Herengracht, Keizersgracht och Prinsengracht) är förklarat som världsarv.

## Demografi
| Demografisk utveckling för Amsterdam mellan åren 1300 och 2006 |       |        |        |         |         |         |         |         |         |         |         |
| 1300                                                           | 1400  | 1500   | 1600   | 1650    | 1796    | 1830    | 1849    | 1879    | 1899    | 1925    | 2006    |
| 1 000                                                          | 3 000 | 12 000 | 60 000 | 140 000 | 200 600 | 202 400 | 224 000 | 317 000 | 510 900 | 714 200 | 743 905 |
|                                                                |       |        |        |         |         |         |         |         |         |         |         |

År 2022 hade Amsterdam 921 402 invånare inom stadens administrativa gränser och 1 459 402 i hela tätorten. Amsterdam är en multikulturell stad där ungefär 45% av befolkningen har utländsk bakgrund, främst från Surinam (68 878), Marocko (66 256) och Turkiet (38 565), men även många invandrare med västerländsk bakgrund (104 742). Det finns minst 172 nationaliteter i staden, vilket gör Amsterdam till den stad i världen som har flest nationaliteter.

## Styre

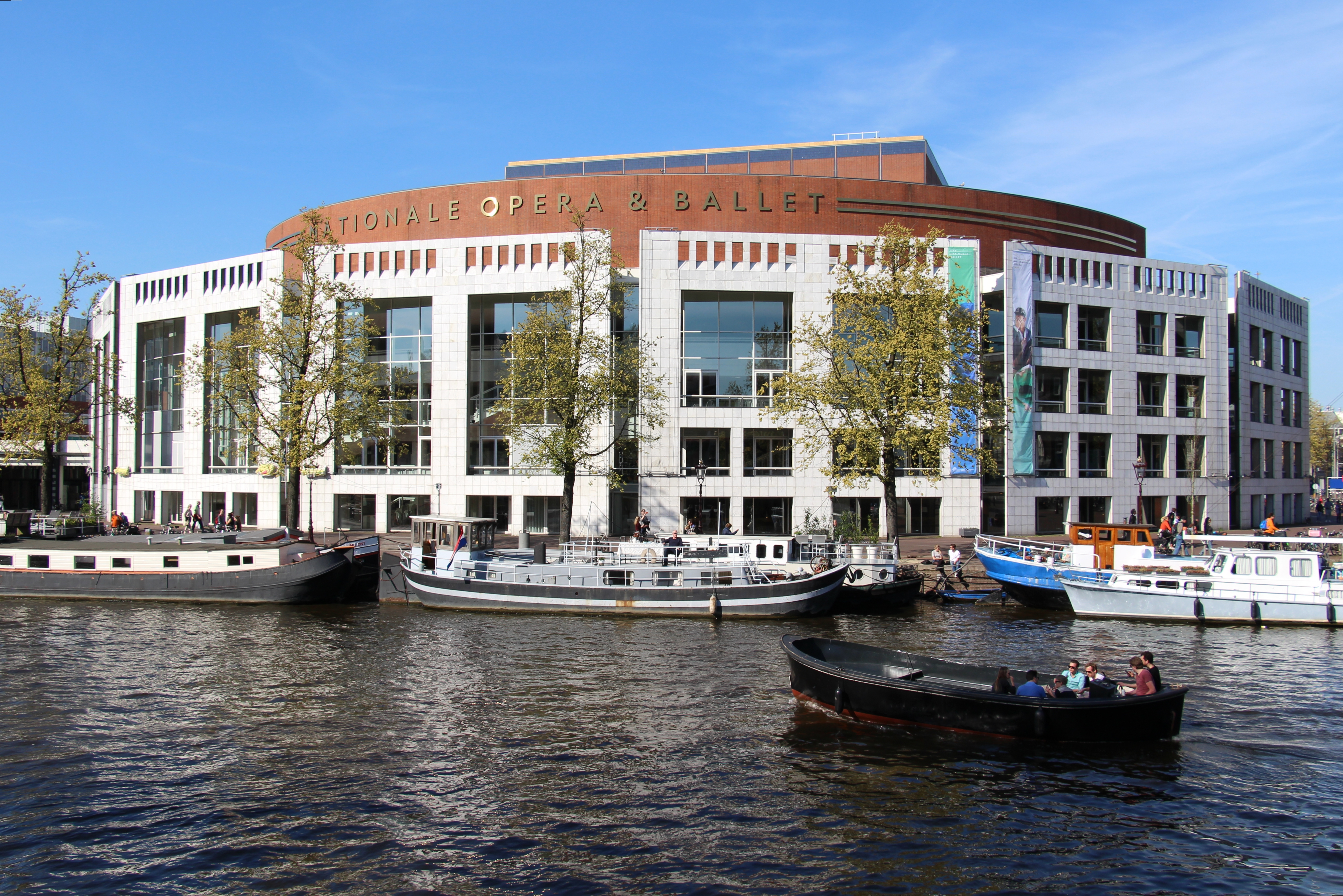
Amsterdams stadshus och opera

Som alla nederländska kommuner styrs Amsterdam av en borgmästare, borgarråd och kommunfullmäktige. Amsterdam har sex borgarråd och 45 folkvalda representanter i kommunfullmäktige. Staden är vidare indelad i åtta stadsdelar som ansvarar för många lokala frågor. Den 27 juni 2018 blev Femke Halsema utsedd till borgmästare av Amsterdam, som den första kvinnan på posten, av kungens kommissionär för Noord-Holland. Mandatperioden är på sex år och hon tillträdde 12 juli 2018.   
Sju av stadsdelarna (bland andra Centrum och Zuid) har ett eget fullmäktige, som väljs vid allmänna val. Westpoort är den åttonde stadsdelen med mycket få invånare då den täcker hamnområdet, och styrs centralt av stadens kommunfullmäktige. Större beslut som påverkar hela staden (till exempel infrastruktur) bestäms av stadens kommunfullmäktige, medan alla andra frågor styrs på lokal nivå.

## Klimat
I Amsterdam råder ett måttligt tempererat klimat, som påverkas starkt av närheten till Atlanten västerut. Vintrarna är milda och medeltemperaturen håller sig ovanför fryspunkten. Frost kan dock förekomma under perioder av östliga och nordöstliga vindar som kommer från kontinenten. Somrarna är varma men sällan heta. Nederbörd i form av duggregn är vanligt. I medeltal regnar det 760 mm årligen. Molniga dagar är vanligt, särskilt under vinterhalvåret.

## Sevärdheter och turistattraktioner

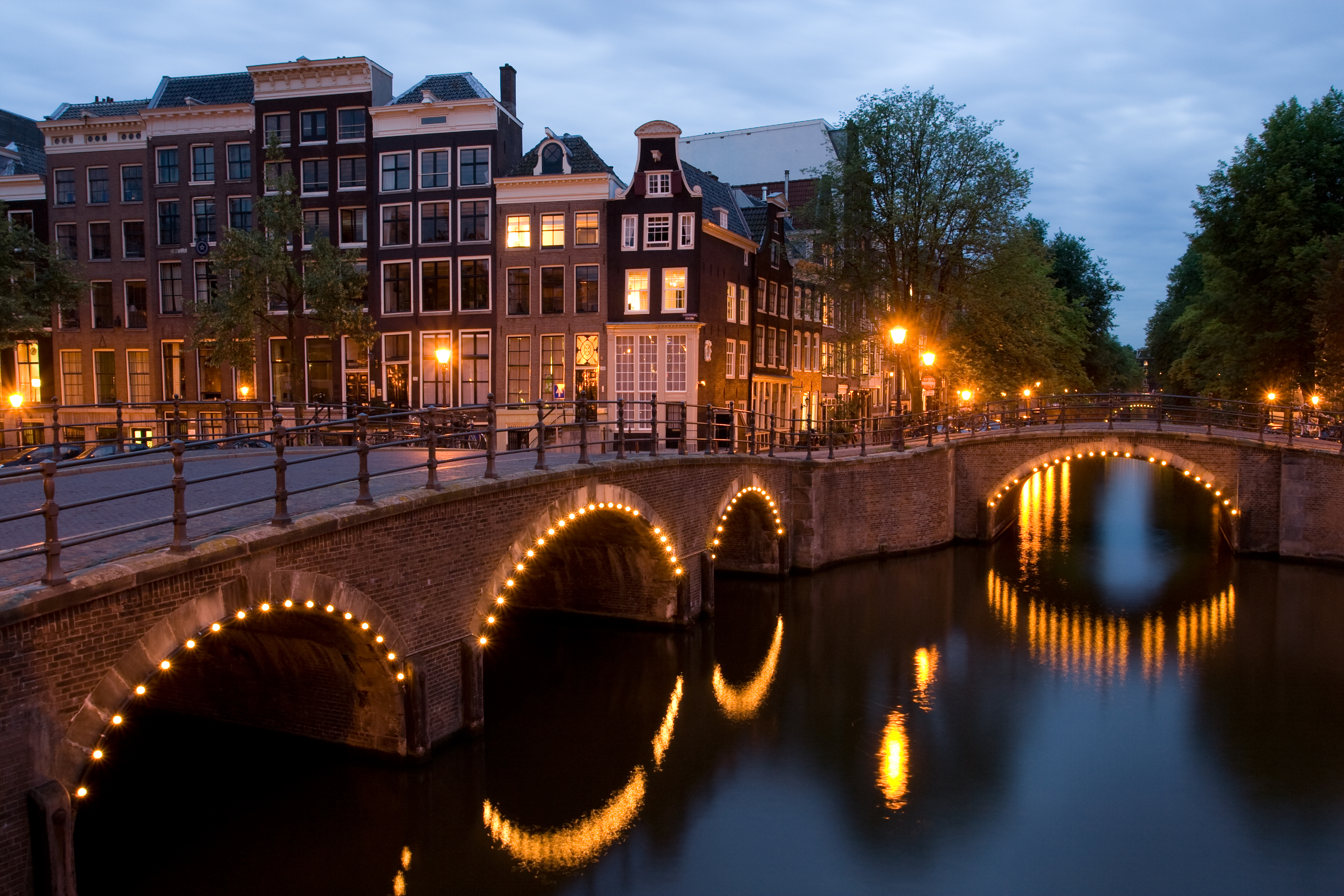
Kanalen Keizersgracht nattetid.

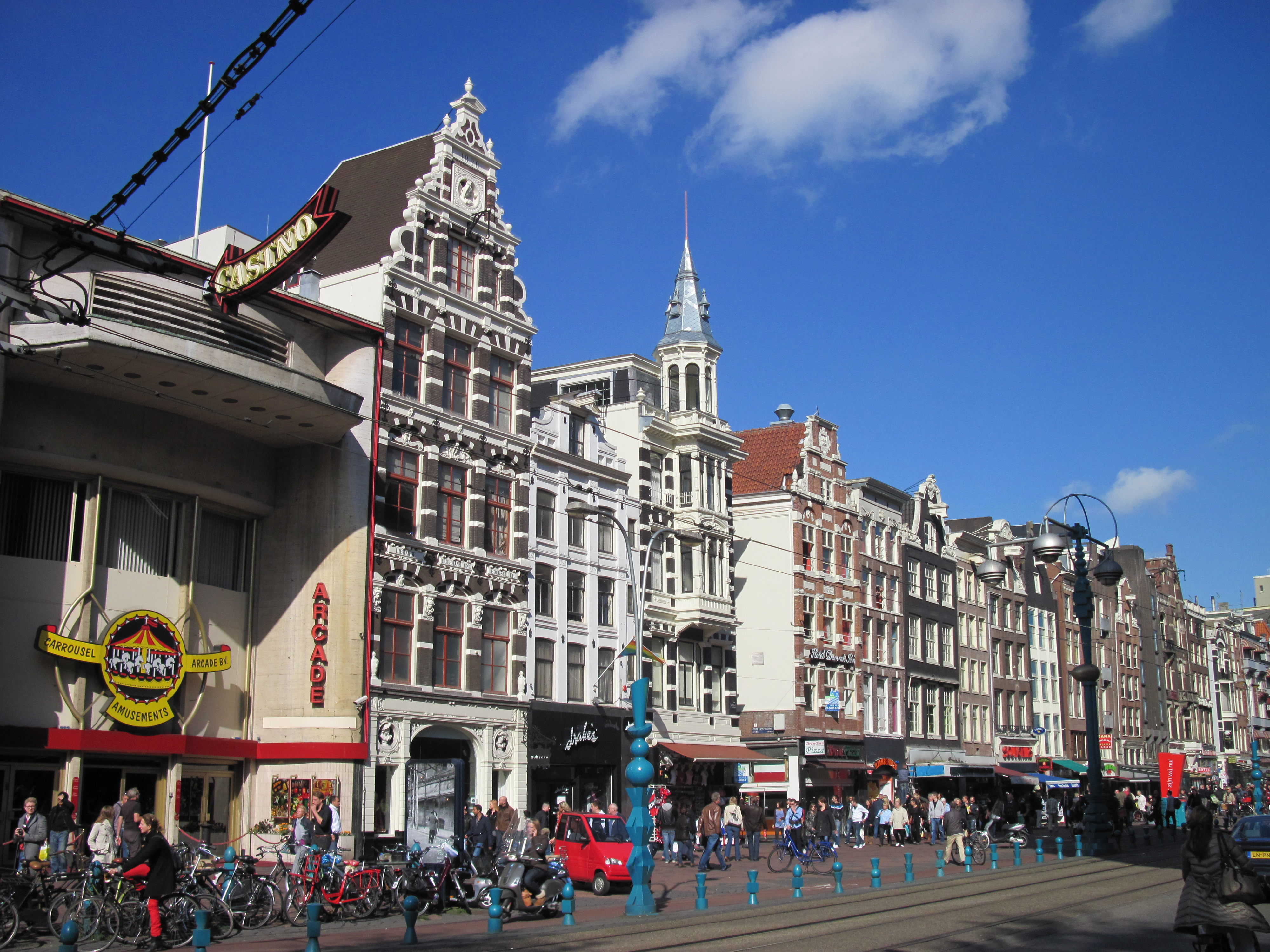
Gamla hus på gatan Damrak

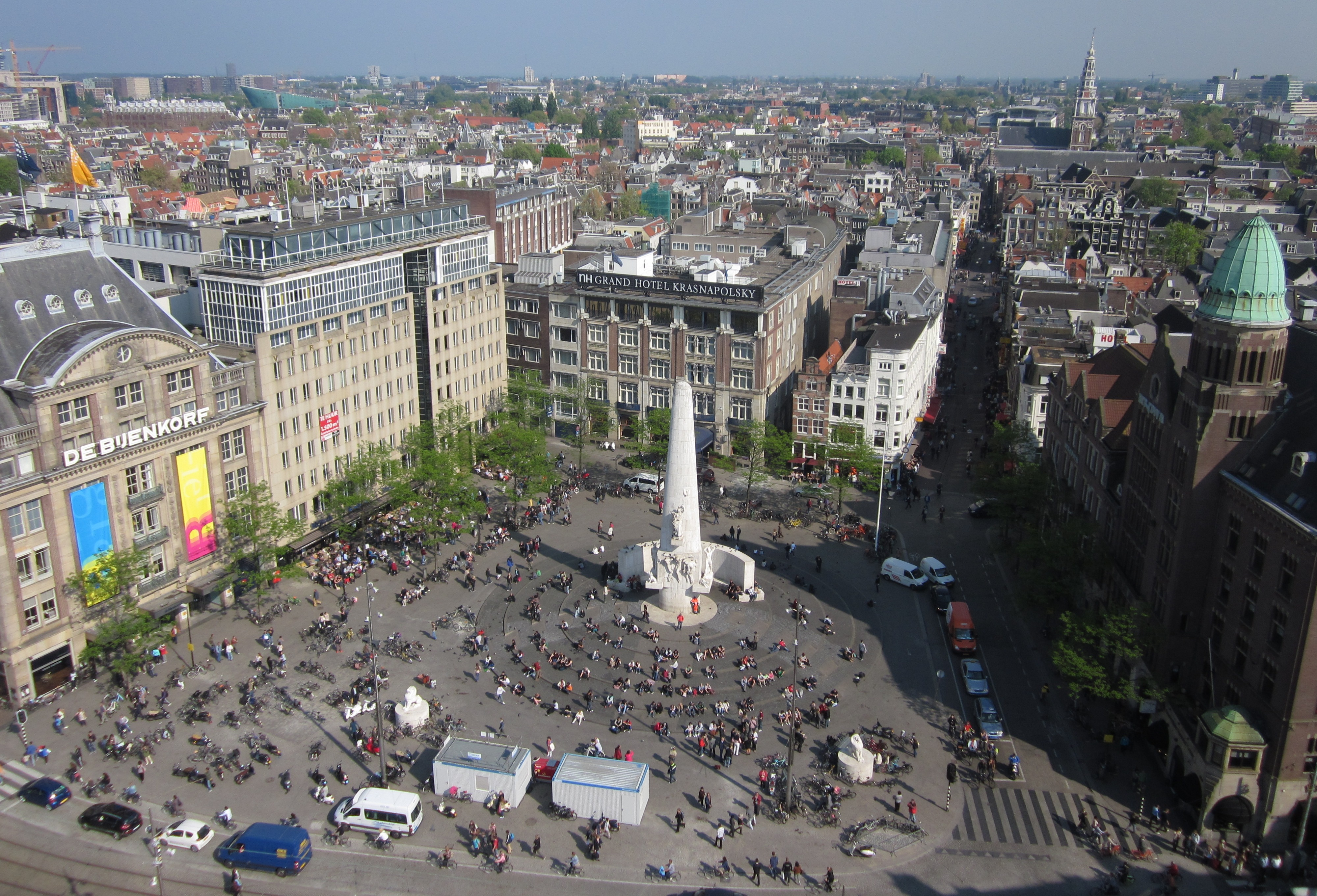
Nationalmonument på Damtorget

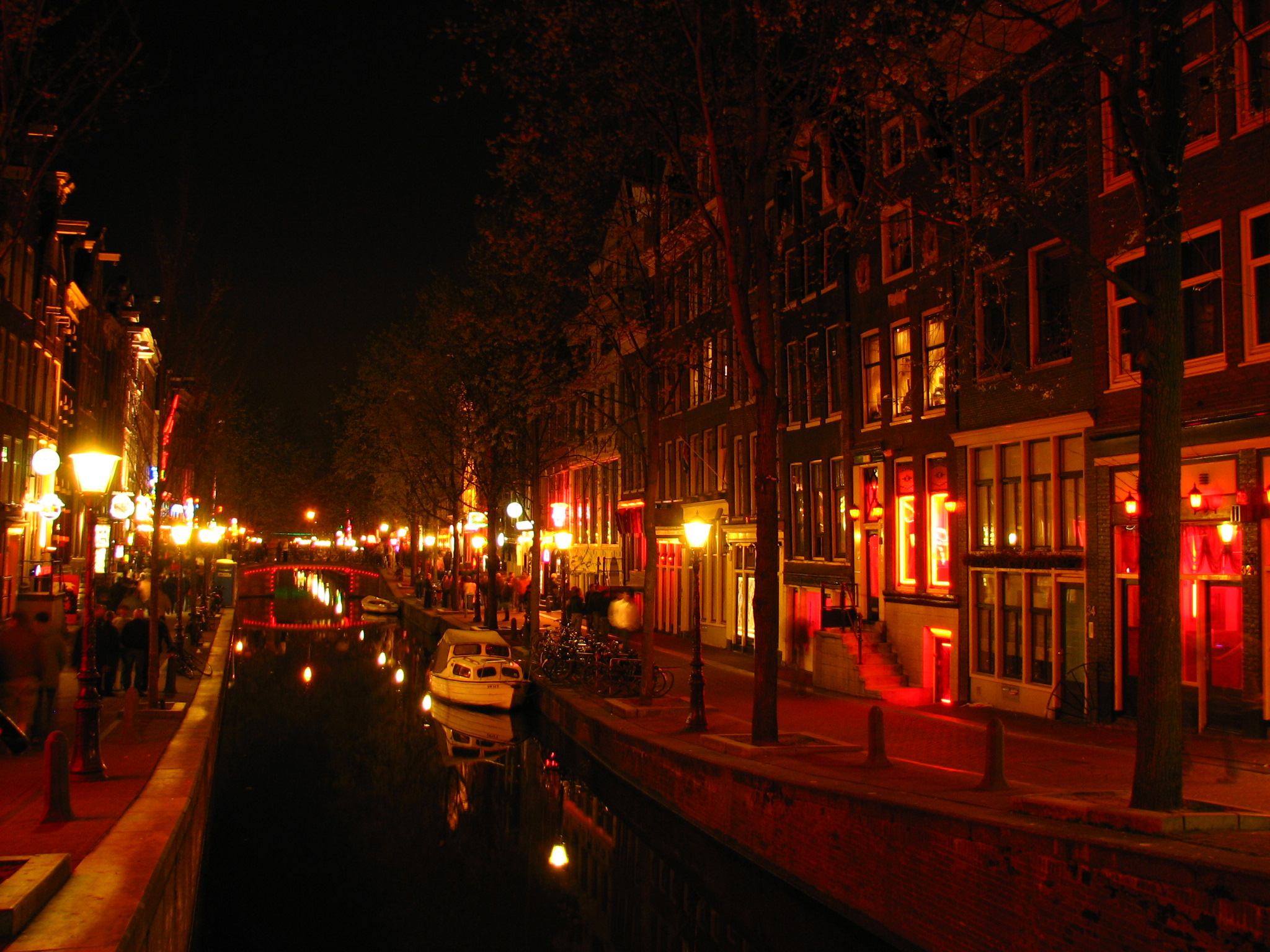
Red Light District

Amsterdam är berömt för sina många museer och de vackra kanalerna med sina ståtliga hus. Det går flera turistbåtar i Amsterdams kanaler samt hamn. Kända platser i Amsterdam är stora torget Dam eller andra torg som Rembrandtplein med sina uteserveringar, Waterlooplein med sin stora loppmarknad, Leidseplein och Museumplein.
I Rijksmuseum ('Statsmuseet') finns många tavlor av Rembrandt, Jan Vermeer och Frans Hals. van Gogh-museet är ett museum med många färgsprakande tavlor av målaren Vincent van Gogh och andra samtida konstnärer. En stor turistattraktion är Madame Tussauds vaxkabinett. Eremitaget Amsterdam är ett konstmuseum beläget vid floden Amstel.
Anne Frank-huset är ett museum om den judiska flickan Anne Frank vars familj gömde sig för nazisterna undan andra världskriget, och som skrev en dagbok om sin upplevelse av att leva gömd. För den som är intresserad av andra världskriget finns även Verzetsmuseum om den nederländska motståndsrörelsen under kriget. 
I Amsterdam finns många gamla byggnader, kyrkor, kanaler och broar. En känd byggnad är Amsterdam Centraal den centrala järnvägsstationen i Amsterdam. Concertgebouw är ett konserthus i Amsterdam. Artis Zoo är en av världens äldsta djurparker, vilken bland annat har anlagt en savann där olika djur går tillsammans. Botaniska trädgården heter "Hortus Botanicus". Stadsparken Vondelpark är populär bland invånarna i staden. Amstel Hotel är kanske Amsterdams mest kända hotell. A'DAM Lookout är en utkiksplats ovanpå ett höghus.
Stadens kanske mest kända område är dess red-light district, vilket heter De Wallen (vallarna). Prostitution är lagligt i Nederländerna på särskilda platser och under kontrollerade omständigheter. De Wallen ligger i stadskärnan längs huvudkanalerna. Amsterdam har flera erotiska museer. Staden har även en stor gayscen med två områden med gayställen, varav ett ligger i De Wallen. 
Licensierade coffee shops med försäljning av cannabis finns på flera håll i staden. Festivalen och tävlingen Cannabis Cup har anordnats sedan 1988. I de flesta turistshoppar säljs souvenirer som anspelar på sex och lätta droger.

## Ekonomi

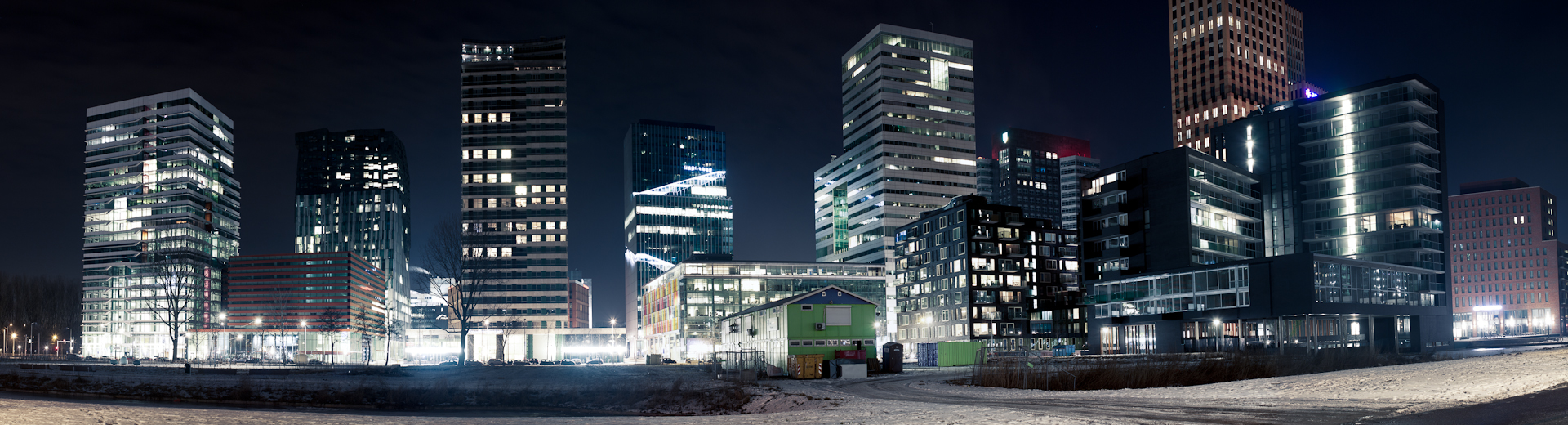
Finansdistrikt Zuidas

Amsterdam är finansiellt centrum i Nederländerna och en av de viktigaste ekonomiska metropolerna i Europa. Många stora nederländska företag och banker har huvudkontor i Amsterdam: ABN Amro, Heineken, ING Group, Ahold, Delta Lloyd Group och Philips. KPMGs internationella huvudkontor ligger i Amsterdam, precis som Cisco Systems europeiska huvudkontor och Svenska Handelsbanken's Nederländska huvudkontor.
Många filialer ligger längs de gamla kanalerna, men flertalet företag väljer att flytta till nybyggda kontor utanför stadskärnan.
Amsterdams börs (AEX) är den äldsta i världen och fortfarande av stor betydelse i Europa. AEX är en del av Euronext.

## Transport

### Cykling

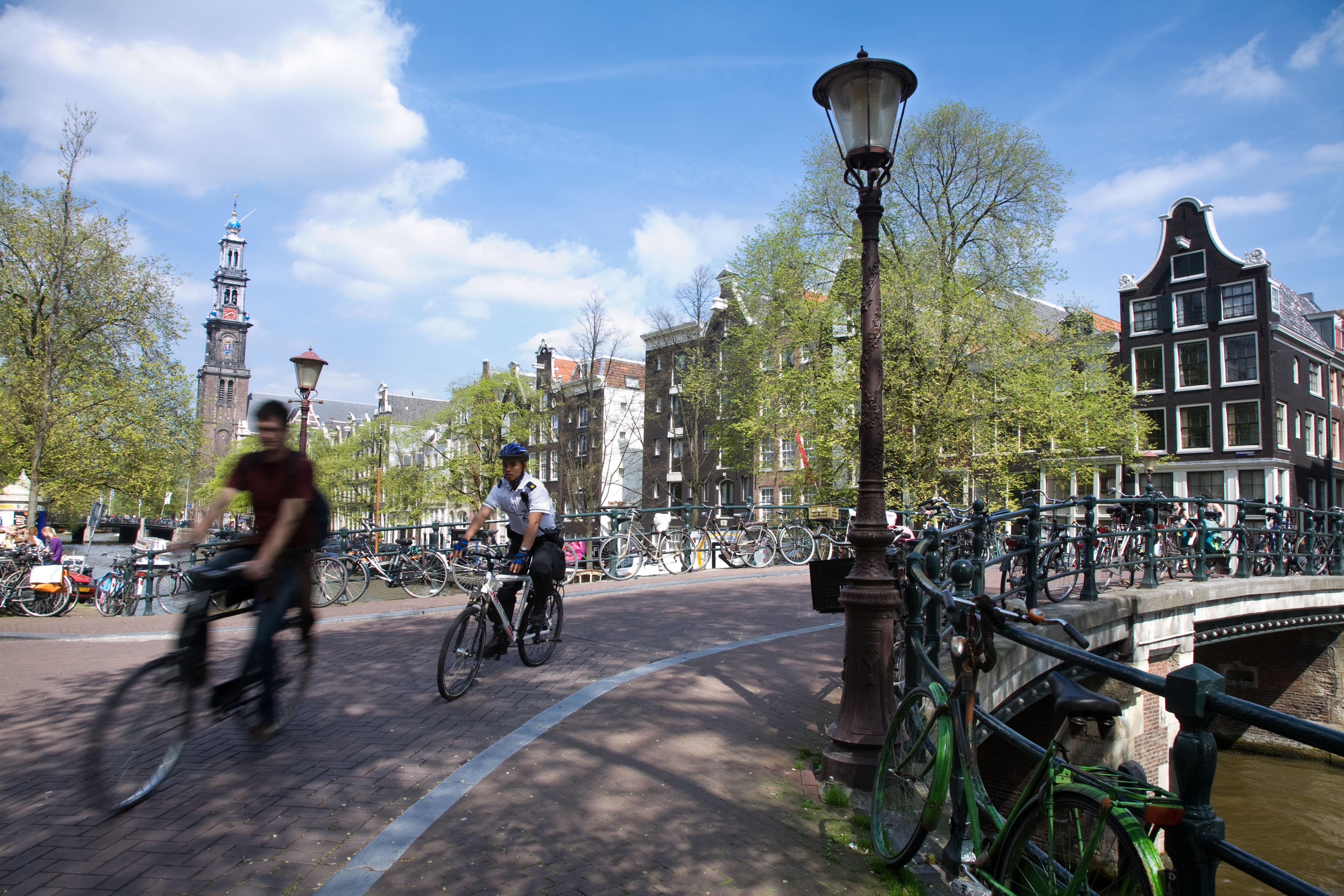
Amsterdam är en cykelstad.

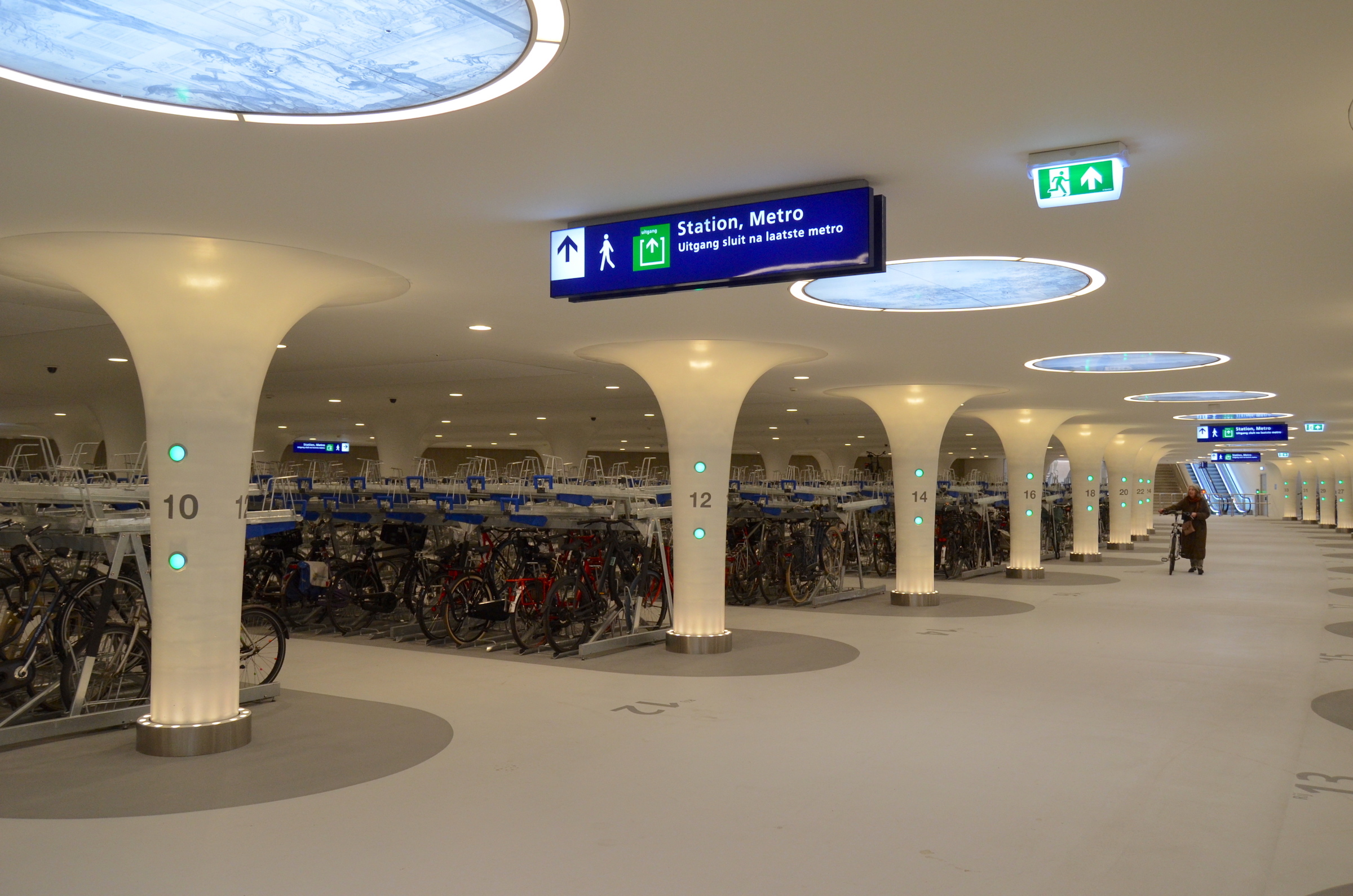
Cykelparkeringshus vid centralstationen

Amsterdam är vida känt för att vara en av världens mest cykelvänliga städer. De flesta huvudgator har cykelvägar. Cykelparkeringar finns spridda över hela staden och totalt finns över 700 000 cyklar. 30 % av alla förflyttningar inom staden sker per cykel. Varje år stjäls 80 000 cyklar och 25 000 hamnar i kanalerna. I stadskärnan är bilkörning tillåtet men inte rekommenderat. Parkeringsavgifterna i Amsterdam är höga och många gator är stängda för bilism.

### Kollektivtrafik
Kollektivtrafiken drivs av Gemeentelijk Vervoerbedrijf, Connexxion, Arriva och Nederlandse Spoorwegen. Amsterdams tunnelbana består av 5 tunnelbanelinjer och ska byggas ut vidare. Amsterdams spårvagnar trafikerar 12 spårvagnslinjer och det finns även en snabbspårvagn (IJtram). Flera olika färjor trafikerar wattnet mellan centrum och norra stadsdelarna (Noord). På Amsterdams kanaler förekommer framför allt turisttrafik med båtar. I staden finns ca 55 lokala busslinjer samt regionala busslinjer. På natten trafikerar nattbussar.

### Järnväg

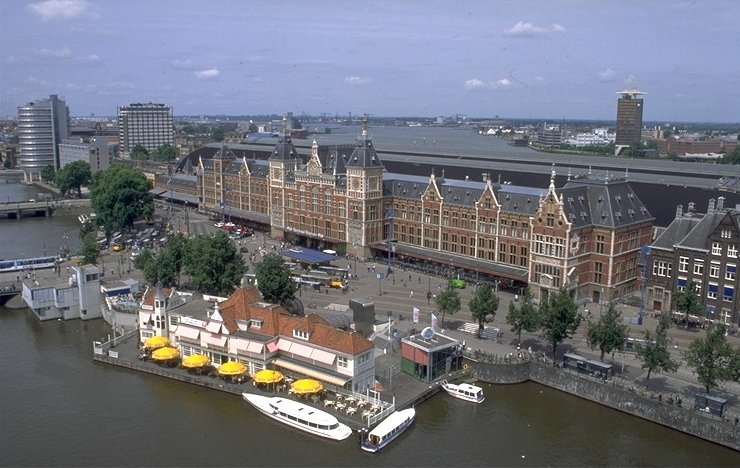
Amsterdam Centraal

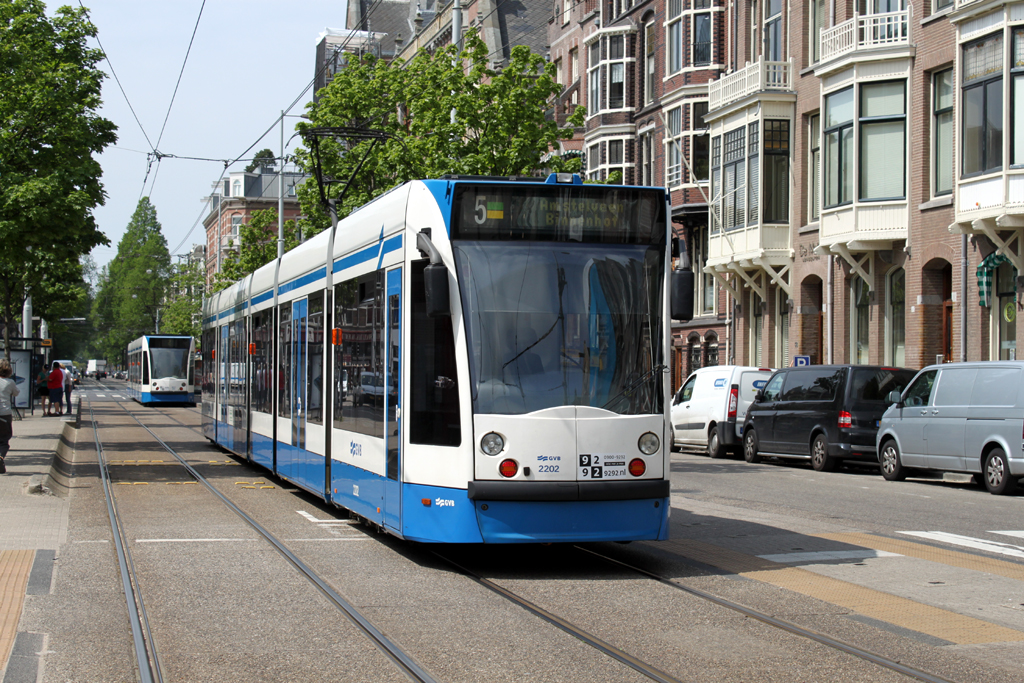
Amsterdams spårväg

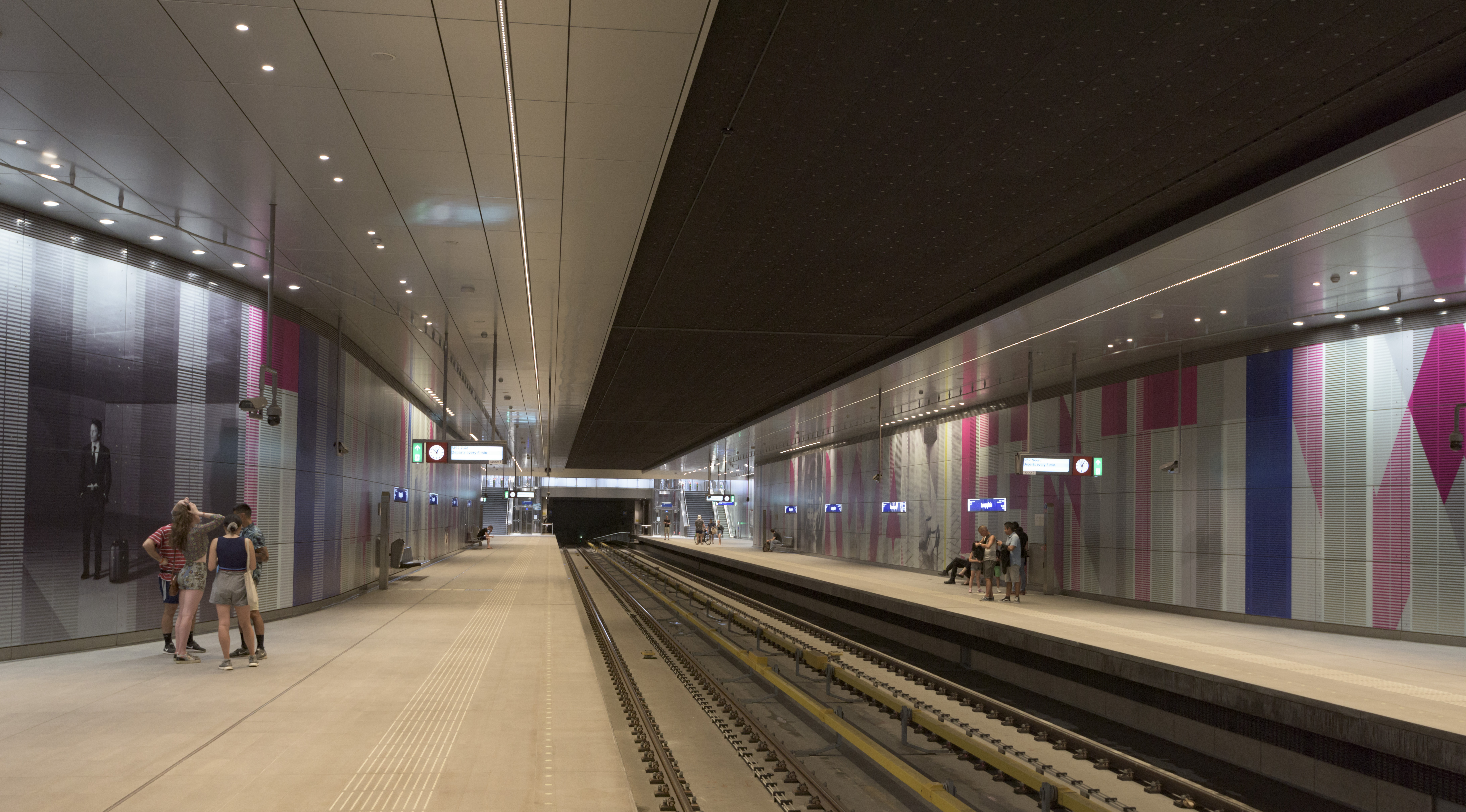
Amsterdams tunnelbana

Järnvägsnätet når ut till i princip hela landet från Amsterdams stora järnvägsstation som heter Amsterdam Centraal. Därifrån går också tåg till Schiphol Airport station vid flygplatsen. Även flera internationella tågförbindelser utgår från centralen och tågtrafiken är tät. Amsterdam har även tre andra större centraler: Amsterdam Sloterdijk, Amsterdam Zuid och Amsterdam Bijlmer Arena.

### Vägar
Från Amsterdam utgår ett antal motorvägar som når ut till i princip hela landet och förbinder staden med de andra större städerna i Nederländerna. Ringvägen A10 går utanför centrala staden och ger Amsterdam förbindelser med det nationella nätverket av motorvägar.  Avfarter från A10 finns till stadens 18 cityvägar som är numrerade från S101 upp till S118.

### Flygplats
Amsterdams flygplats Amsterdam-Schiphols flygplats ligger inte mer än 20 minuters tågresa från Amsterdams centralstation. Amsterdam-Schiphols flygplats är Nederländernas största flygplats, den fjärde största i Europa och den tionde största i världen. Amsterdam-Schiphols flygplats hanterar årligen 42 miljoner passagerare och flyger till 85 destinationer. Flygplatsen har också ett stort shoppingcenter. Amsterdam-Schiphols flygplats har direktförbindelse med Arlanda, Landvetter, Linköping och Växjö. Under flygplatsen ligger järnvägsstationen Schiphol Airport station, med förbindelser med resten av Nederländerna, men även med direkta tågförbindelser (bland annat höghastighetståg) med Antwerpen, Bryssel, Berlin och Paris.

## Universitet och högskolor
Det finns två universitet i Amsterdam, Universiteit van Amsterdam (Amsterdams universitet, UvA) och Vrije Universiteit Amsterdam (Fria universitetet, VU). Här finns  också "Hogeschool van Amsterdam" (Amsterdams högskola) och "Hogeschool voor economische studies" (Amsterdams handelshögskola). 

## Sport

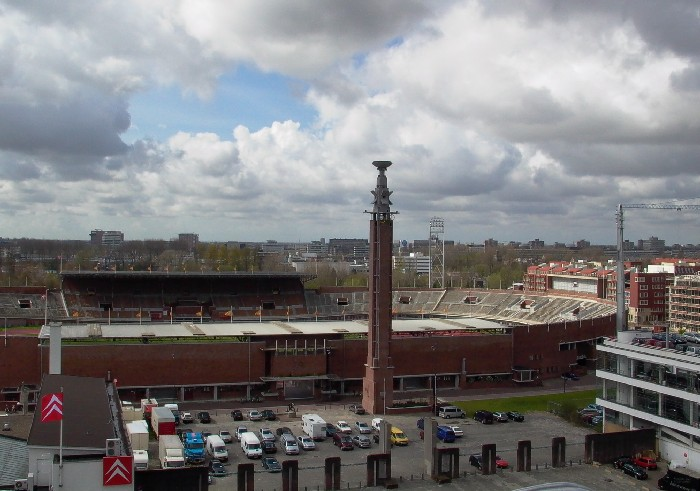
Amsterdams Olympiastadion

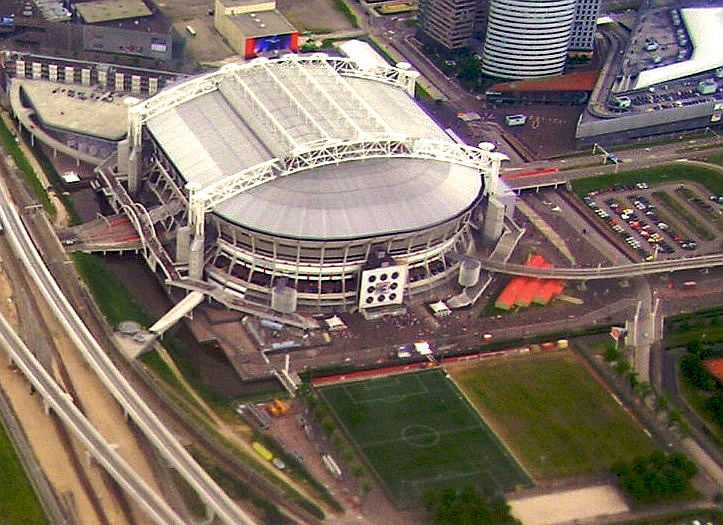
Johan Cruijff Arena

Amsterdam har ett fotbollsmuseum, Oranje Voetbalmuseum. AFC Ajax är en fotbollsklubb från Amsterdam. De största arenorna är fotbollsarenan Johan Cruijff Arena, friidrottsarenan Amsterdams Olympiastadion, som var huvudarena för sommar-OS 1928, och inomhusarenan Ziggo Dome. Amsterdam Marathon är ett årligt återkommande maratonlopp. Bosbaan är en roddbana och sjö som ligger i parken Amsterdamse bos.

## Bilder

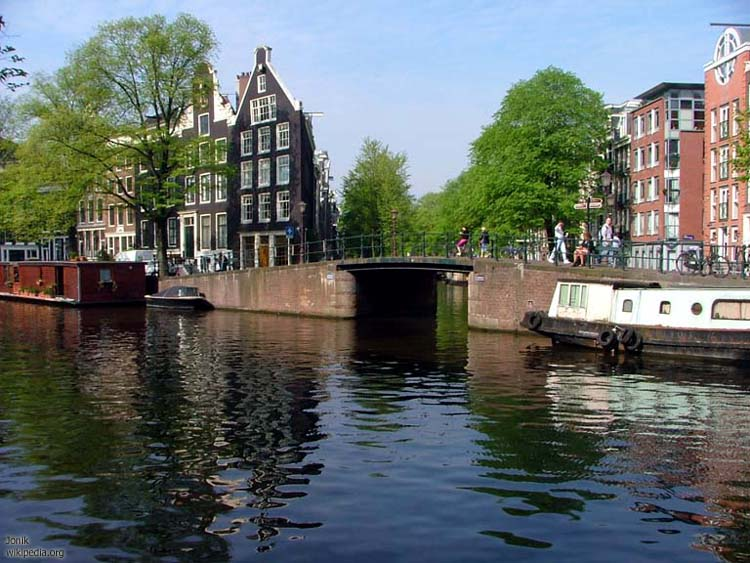
Kanaler i Amsterdam
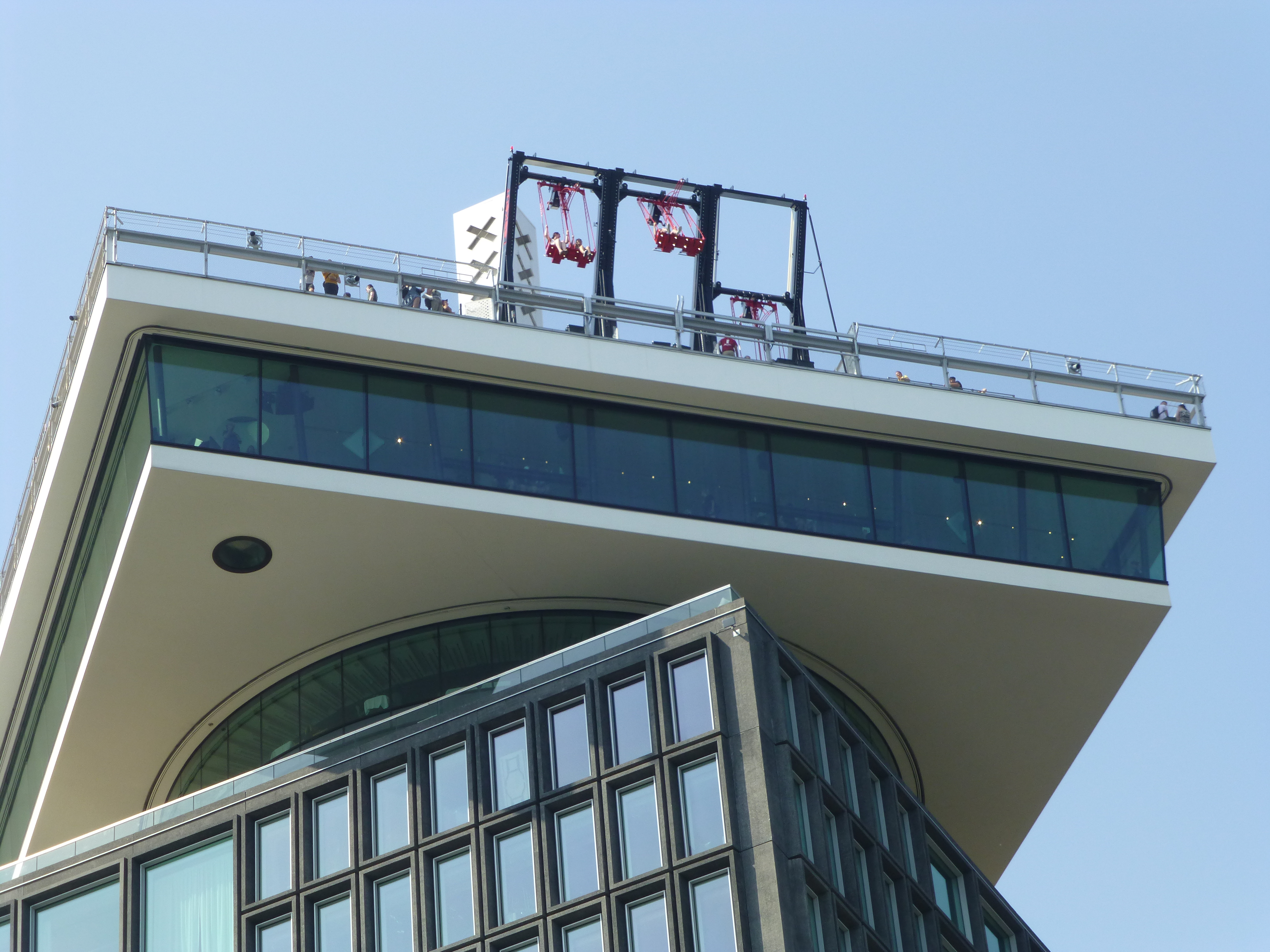
A'DAM Lookout
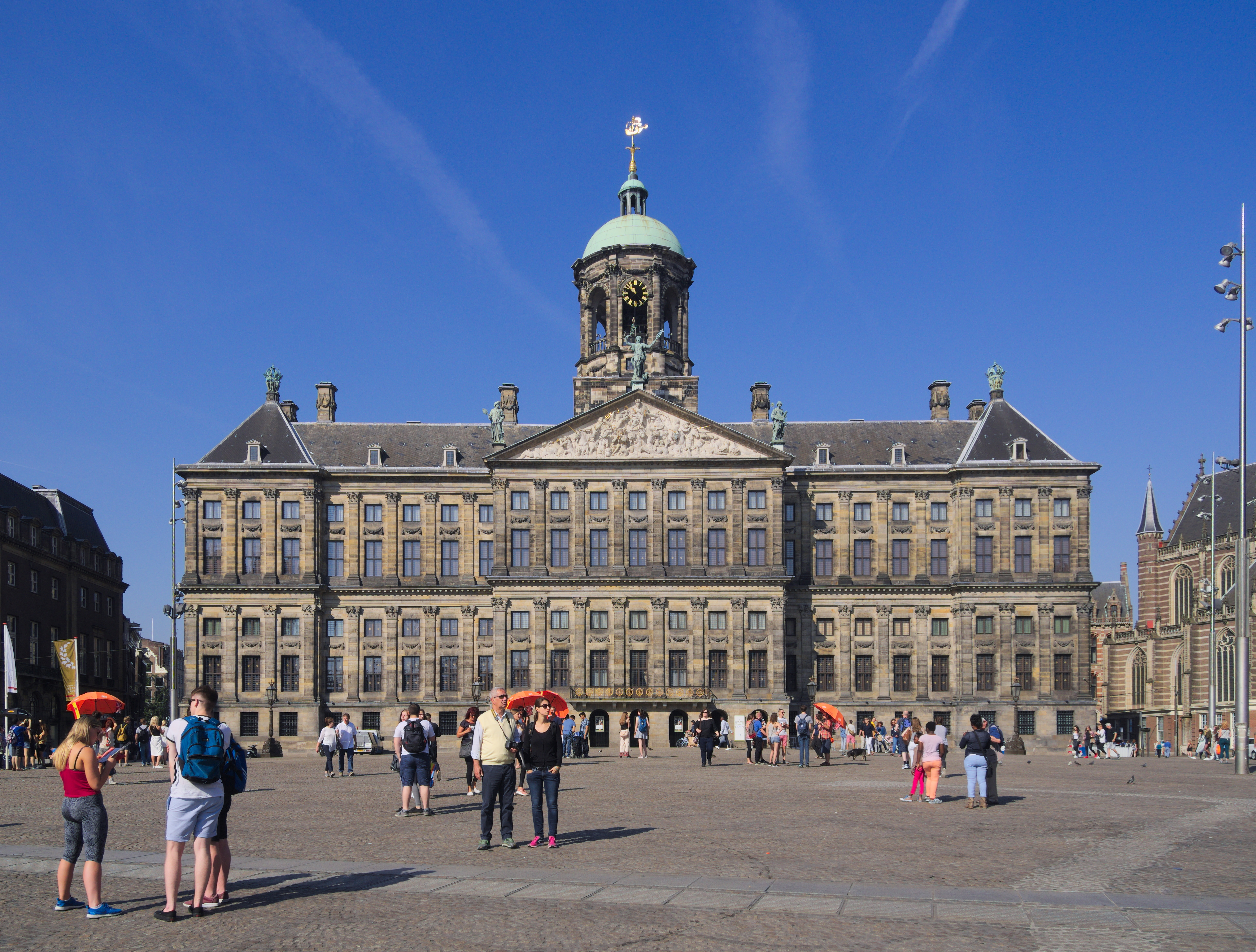
Kungliga slottet i centrum
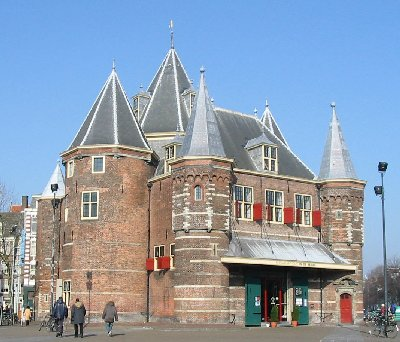
De Waag (Vågen) i centrum
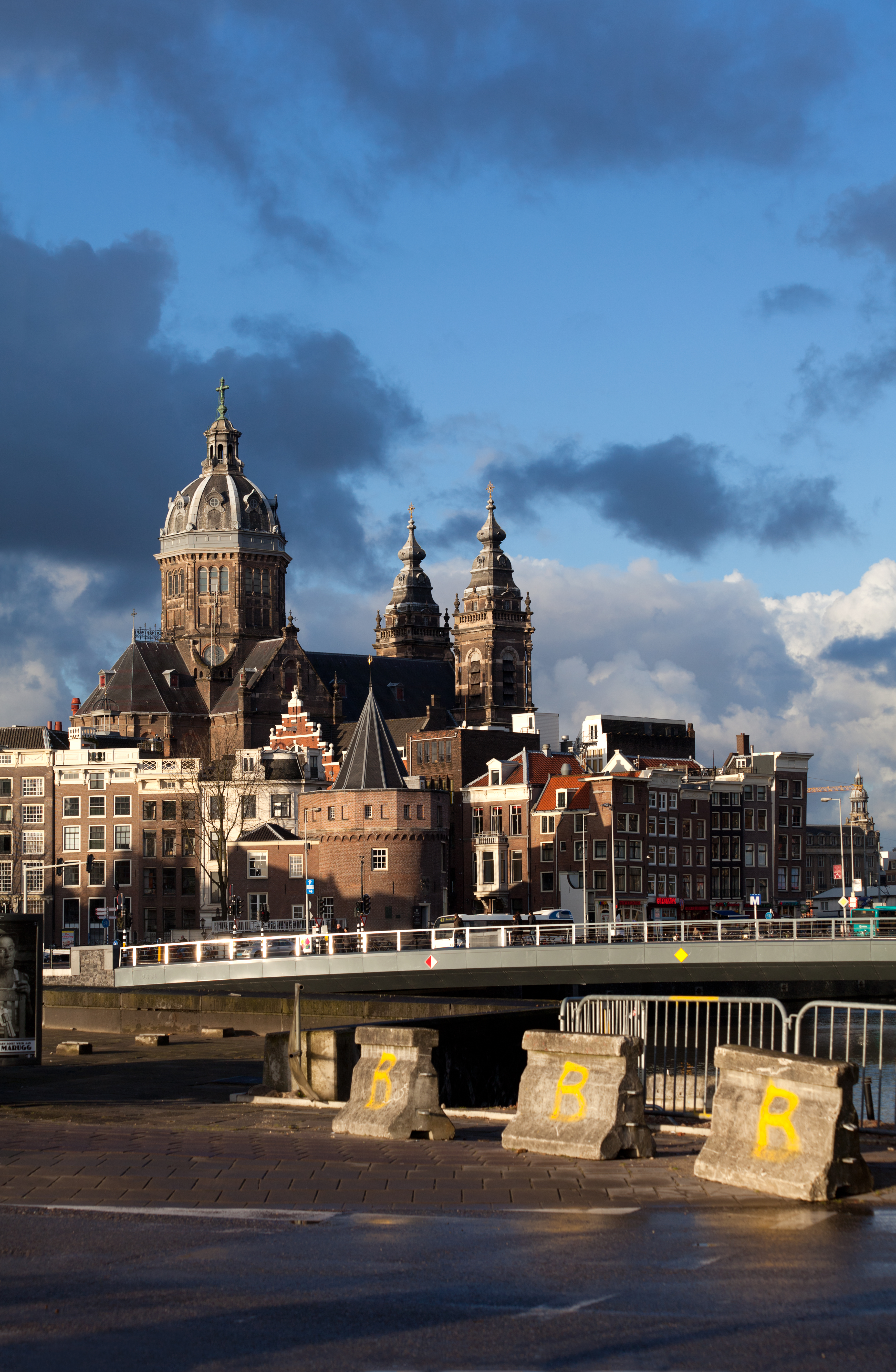
St. Nicolas kyrka
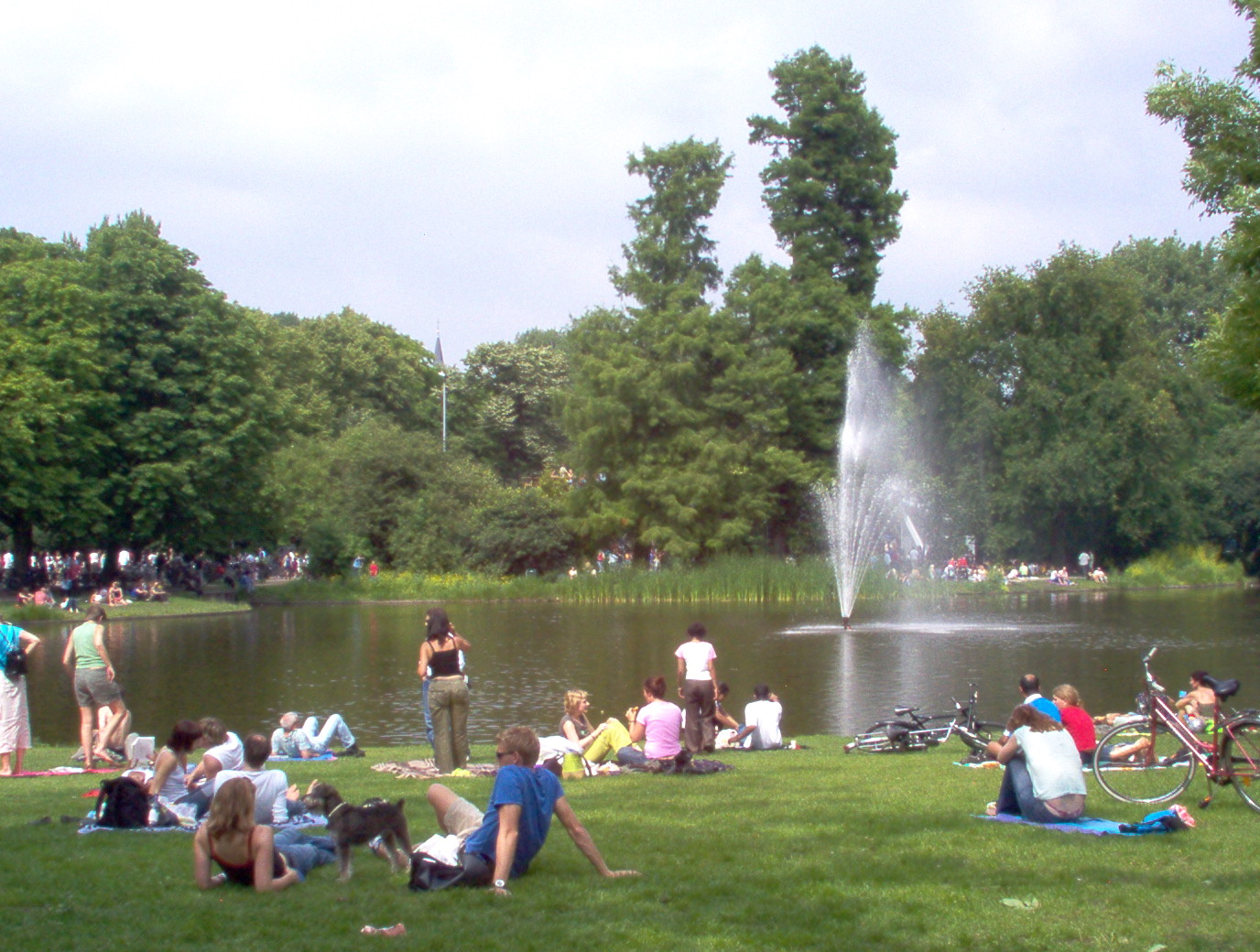
Vondelpark
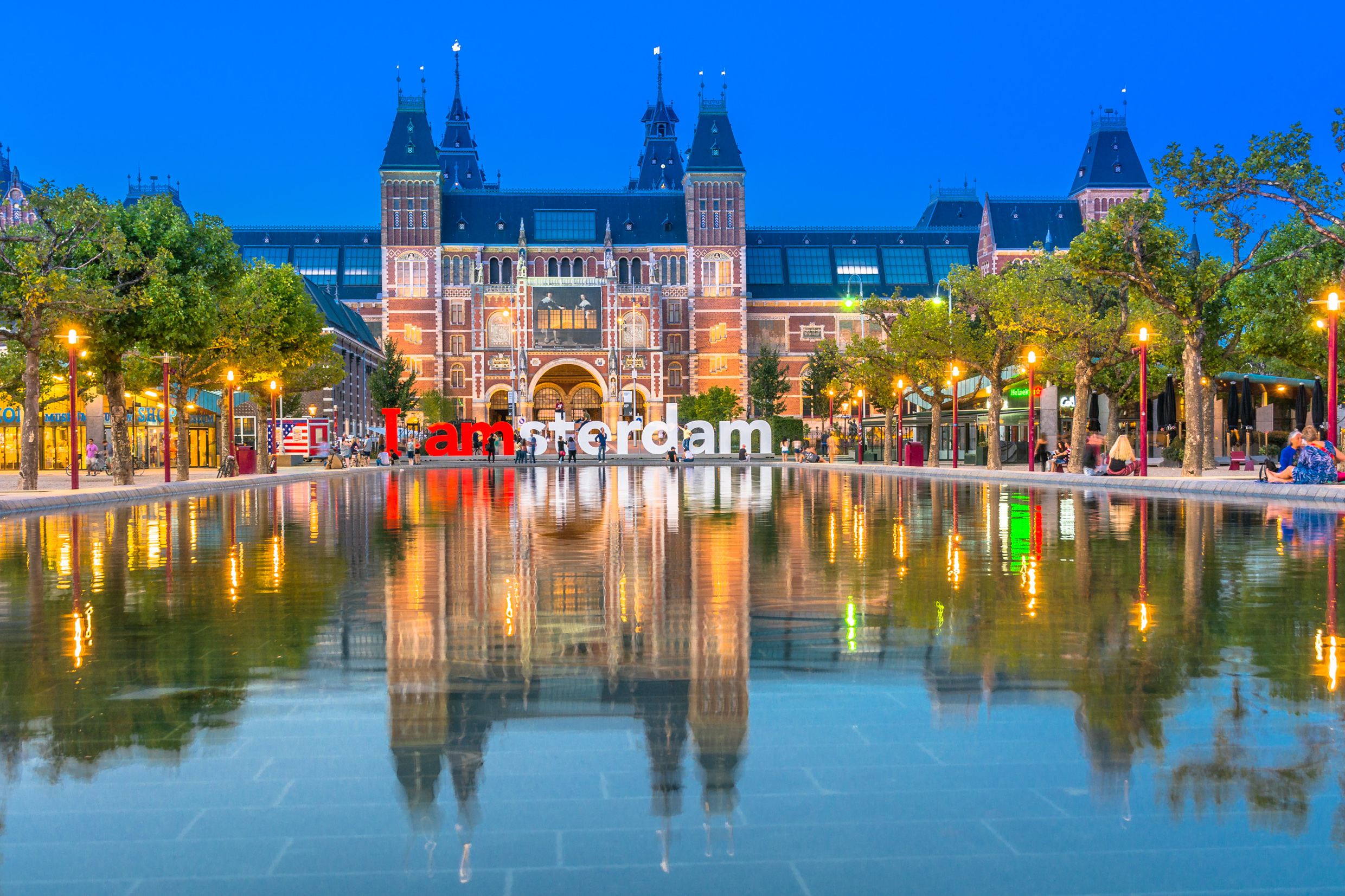
Rijksmuseum
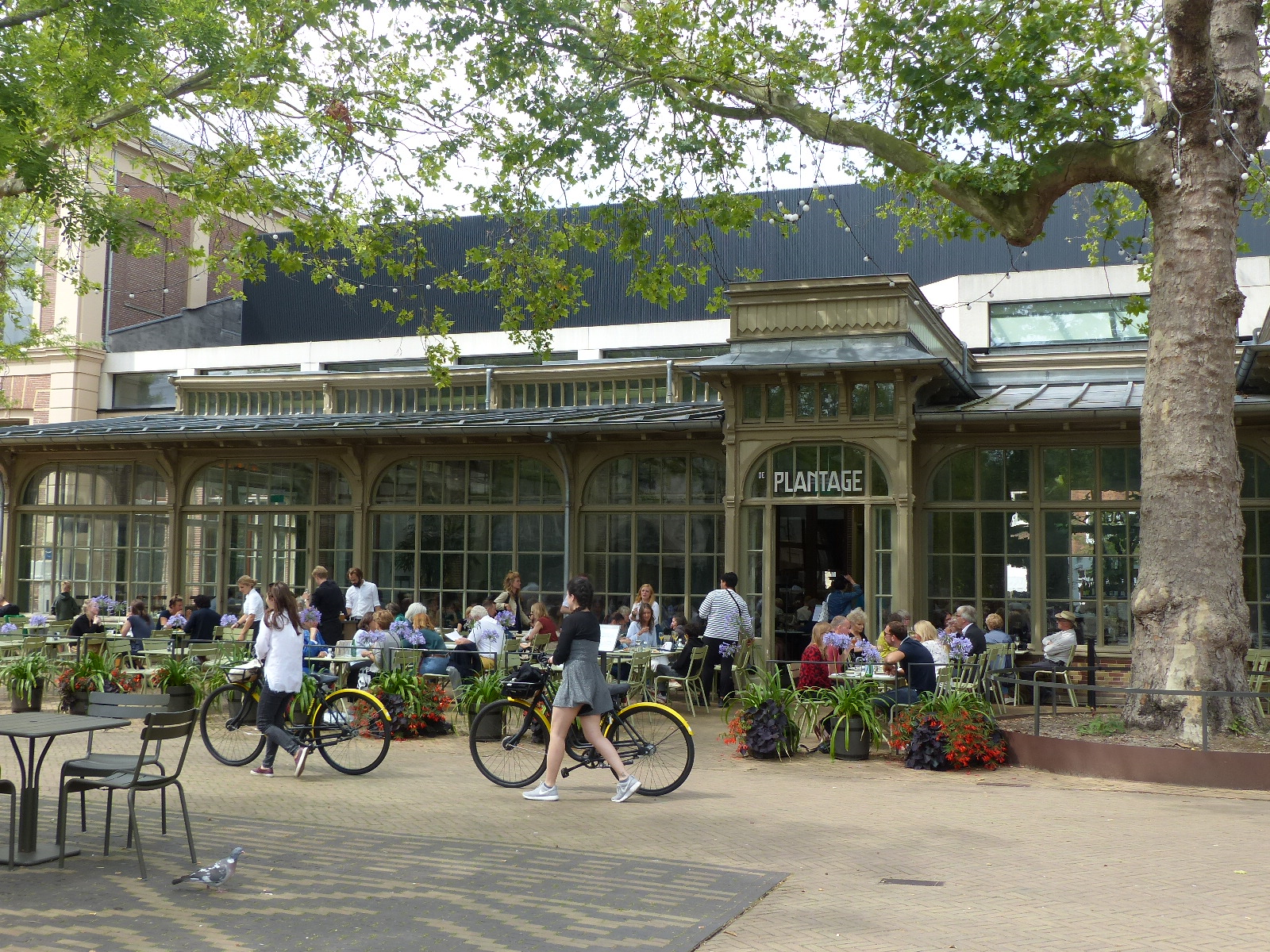
Hortus Botanicus

## Berömda personer från Amsterdam
- Rembrandt – konstnär
- Multatuli – författare
- Vincent van Gogh – konstnär
- Hendrik Verwoerd – sydafrikansk premiärminister
- Freddy Heineken – grundare av bryggeriet Heineken
- Anne Frank – judisk flicka som gömde sig under andra världskriget och skrev en dagbok om detta
- Luud Schimmelpennink – industridesigner och pionjär för lånecyklar i Amsterdam, förknippad med provorörelsen
- Wim Kok – premiärminister
- Johan Cruijff – fotbollsspelare
- André Hazes – musiker
- Theo van Gogh – mördad filmskapare och publicist
- Ruud Gullit – fotbollsspelare
- Frank Rijkaard – fotbollsspelare
- Dennis Bergkamp – fotbollsspelare
- Patrick Kluivert – fotbollsspelare
- Max Verstappen – formel 1-förare

## Stadsdelar
- Amsterdam-Centrum
- Amsterdam-Noord
- Bos en Lommer
- De Baarsjes
- Geuzenveld-Slotermeer
- Oost-Watergraafsmeer
- Osdorp
- Oud-West
- Oud-Zuid
- Slotervaart
- Westerpark
- Westpoort
- Zeeburg
- Zuideramstel
- Zuidoost